# Boppanahalli, Malur
Boppanahalli là một làng thuộc tehsil Malur, huyện Kolar, bang Karnataka, Ấn Độ.